# Fuggerhäuser

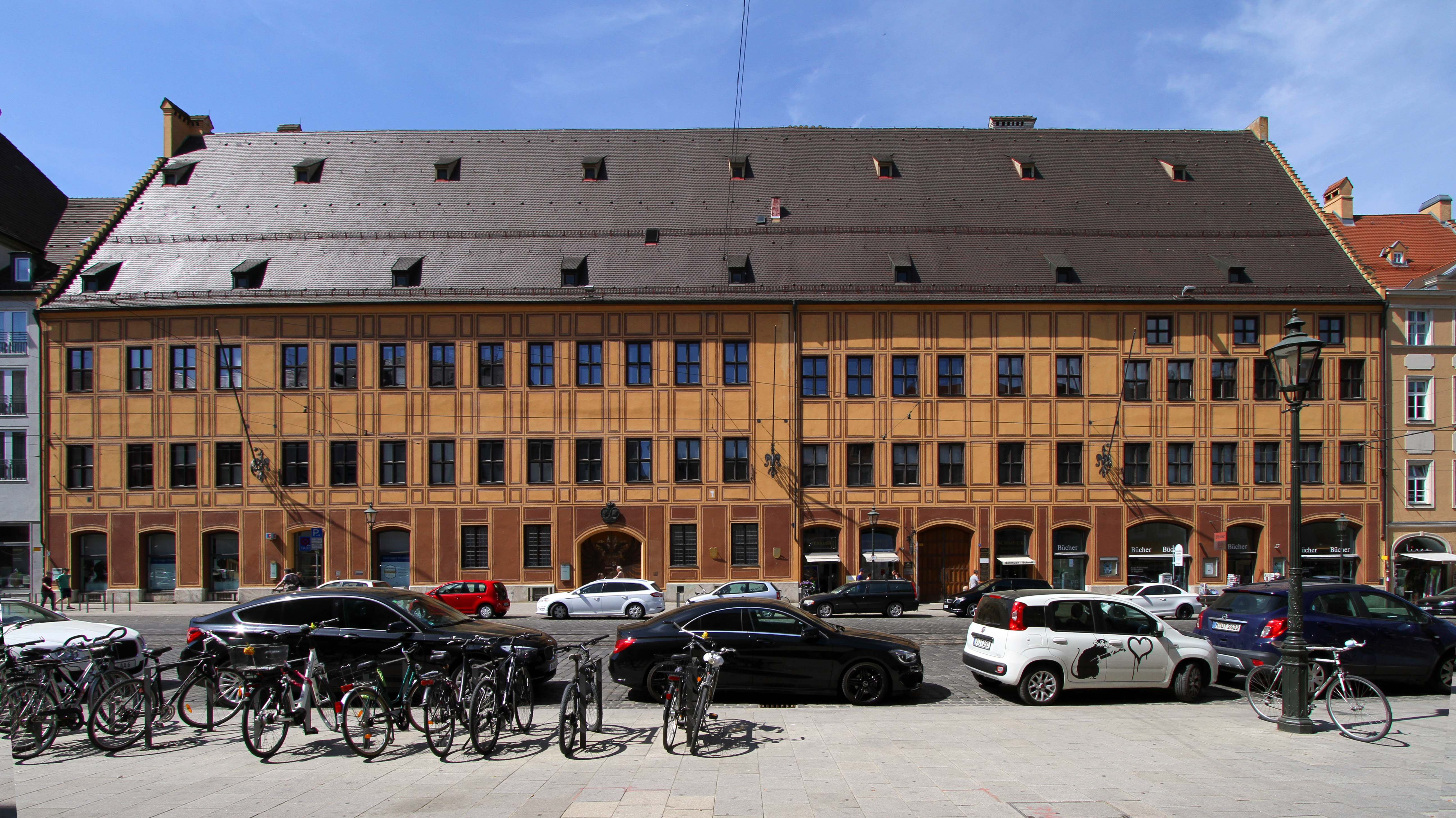
Fuggerscher Stadtpalast

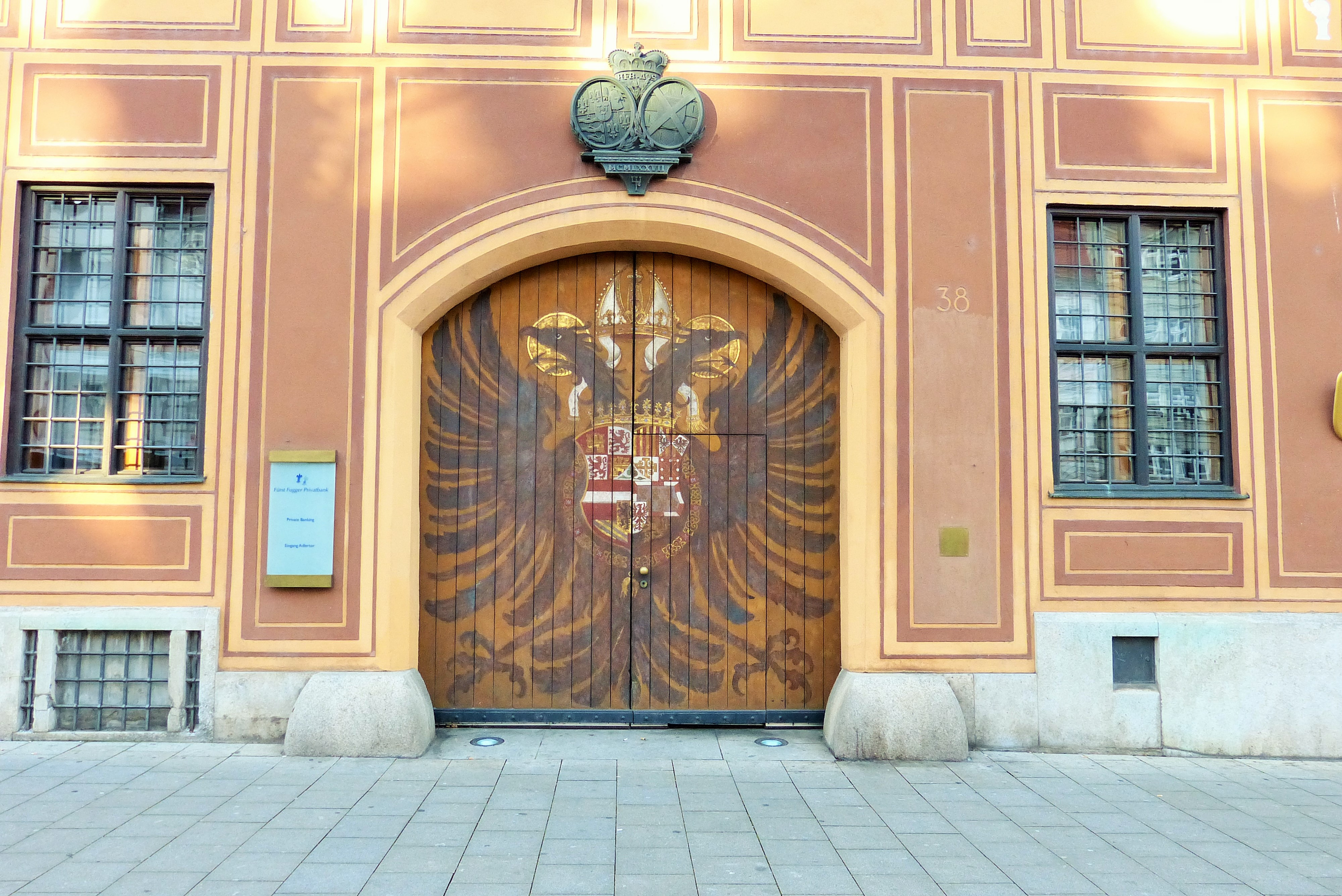
Adlertor, heute Eingang der Fürst Fugger Privatbank

Die Fuggerhäuser in der Augsburger Maximilianstraße entstanden zwischen 1512 und 1515 als Residenz der Familie Fugger. Der Profanbau ist das erste Bauwerk nördlich der Alpen, das im Stil der italienischen Renaissance errichtet wurde. Die Fuggerhäuser sind mit Ausnahme der drei Innenhöfe nicht öffentlich zugänglich. Zu besichtigen sind der Damenhof und der Serenadenhof.

## Geschichte

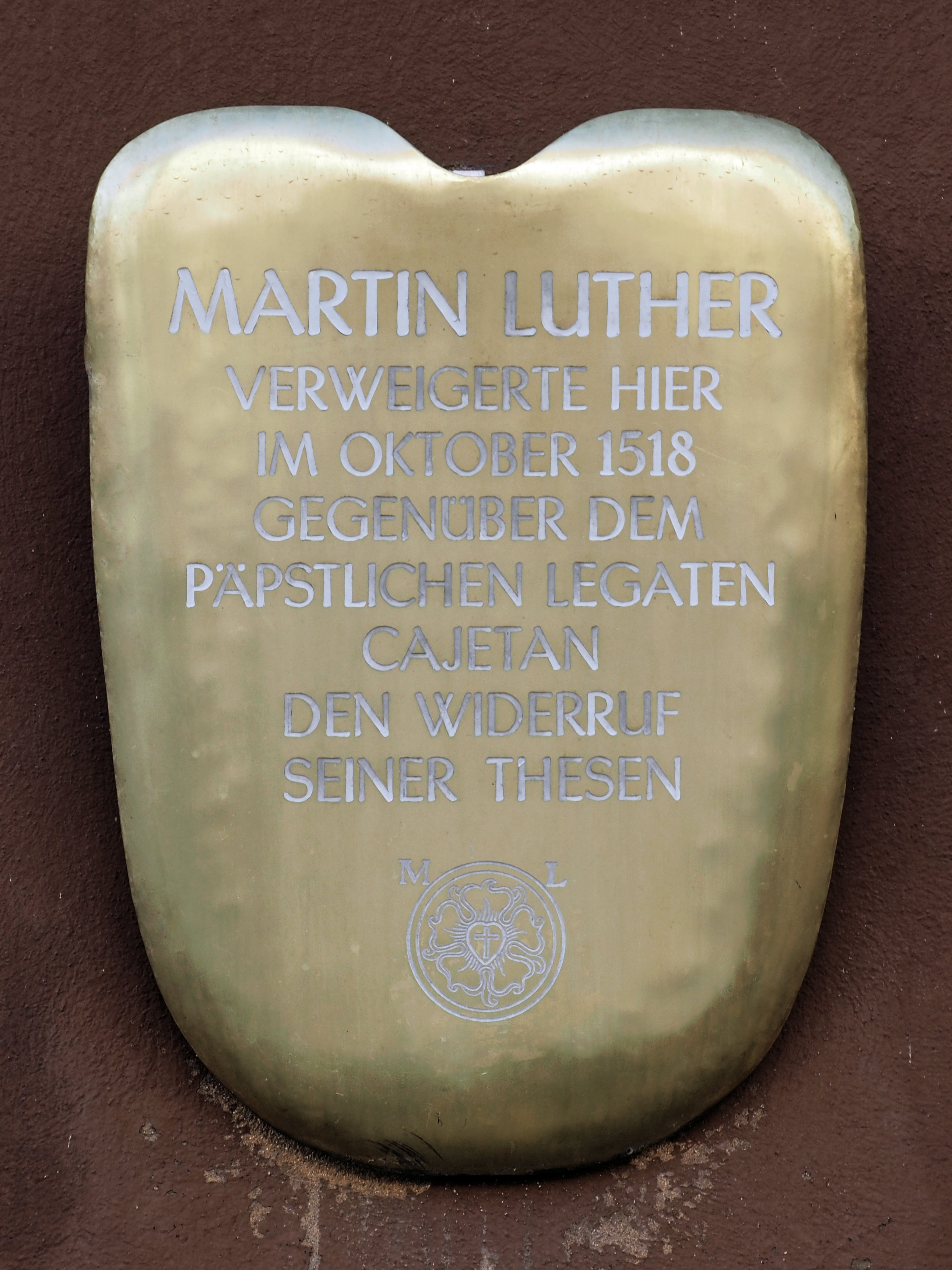
Luther-Gedenktafel

Jakob Fugger der Reiche ließ von 1512 bis 1515 an der damals wichtigen Handelsstraße Via Claudia (der heutigen Maximilianstraße) neben dem damaligen Weinmarkt zwei nebeneinander liegende Häuser, eine Stadtresidenz und ein Lagerhaus, errichten. Er entwarf den Komplex selbst nach Plänen, die er auf seiner Italien-Reise notiert hatte. Baumeister war vermutlich Hans Hieber. Weitere angrenzende Häuser wurden ab 1517 hinzuerworben und in den Komplex dieses Stadtpalastes integriert. Im Inneren des Komplexes ließ Jakob Fugger vier Innenhöfe mit Arkaden, Mosaiken, toskanischem Marmor und Wasserbecken anlegen. Unter Anton Fugger (1493–1560) wurde ein Palatium für Kaiser Karl V. errichtet, das auch späteren Kaisern bei den Reichstagen als Herberge diente. Im Fuggerschen Konzertsaal gab 1777 Wolfgang Amadeus Mozart ein legendäres Konzert. Eine Gedenktafel am Haus erinnert daran, dass Martin Luther im Oktober 1518 hier gegenüber dem päpstliche Legaten Thomas Cajetan den Widerruf seiner Thesen verweigerte.
In der Augsburger Bombennacht vom 25. auf den 26. Februar 1944 erlitt der Bau schwere Schäden. So verbrannte der Großteil der noch erhaltenen Innenausstattung sowie eine wertvolle Musikaliensammlung. Nach der Zerstörung wurde das Gebäude durch Friedrich Carl Fugger von Babenhausen von 1949 bis 1951 wieder aufgebaut. Architekt war Raimund von Doblhoff. Die Außenfassade erhielt nun eine schlichte Kassettenmalerei. Alle Schäden des Krieges konnten durch die Fugger ab dem Jahre 1951 wieder beseitigt werden. Der Komplex der Fuggerhäuser befindet sich heute im Eigentum der Familie Fugger-Babenhausen.

## Beschreibung

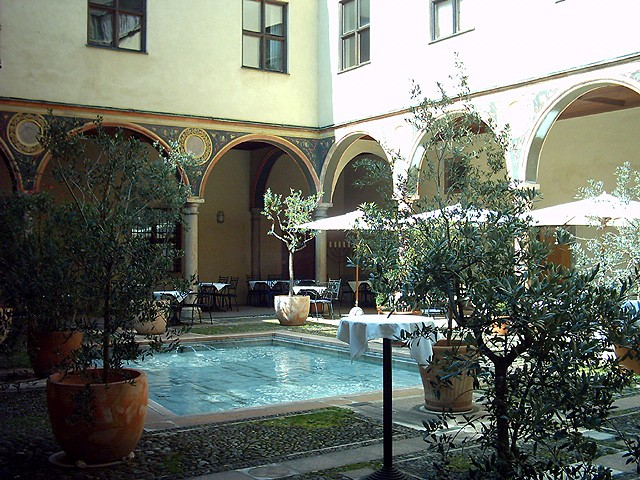
Damenhof

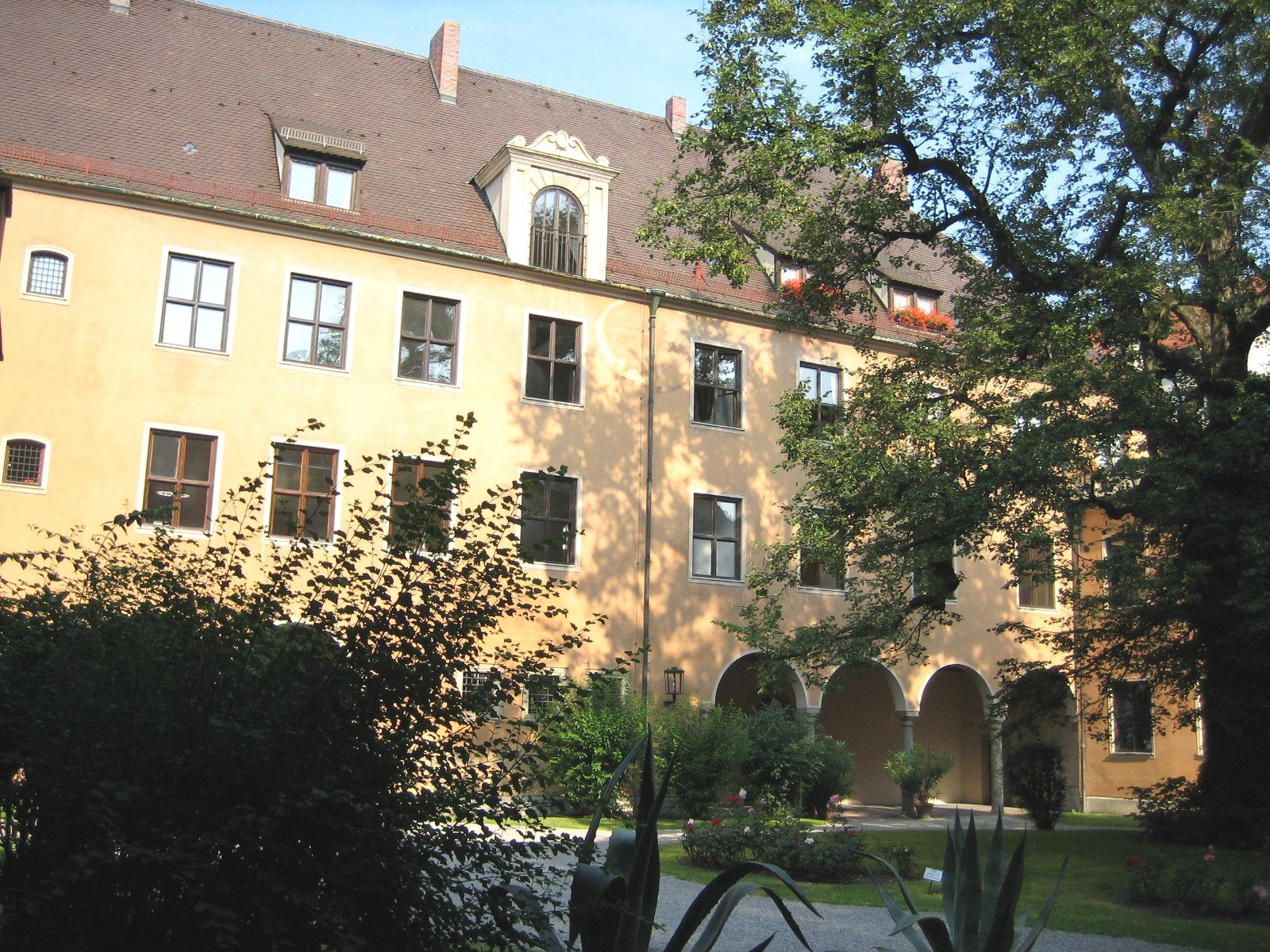
Reiterhof

Die äußere Fassade, eine der längsten in der Straße, zeugte vom Reichtum der Fugger, da damals die Gebäudesteuer nach der Länge der Frontfassade berechnet wurde. Die Frontseite der Fuggerhäuser schmückte zunächst eine Bemalung von Hans Burgkmair (1473–1531). Diese wurde von 1861 bis 1863 im Auftrag von Leopold Fürst Fugger-Babenhausen von dem Schwabmünchner Maler Ferdinand Wagner mit fünf großen Fresken aus der Geschichte Augsburgs neu bemalt. Da die Farben bald verblassten wurde sie in der Zeit des Ersten Weltkrieges aufgefrischt.
Durch ein hohes und breites Tor – das Adlertor – konnte man auch mit größeren Pferdegespannen in den Komplex einfahren und durch das Tor im hinteren Innenhof, den Reiterhof, wieder herausfahren. Gedenktafeln an der Hausfassade erinnern daran, dass hier das Fuggersche Firmenimperium seinen Hauptsitz hatte und 1518 in den Fuggerhäusern der Reformator Martin Luther von Kardinal Cajetan verhört wurde. In der Mitte der Fassadenfront findet man das Adlertor mit dem Doppeladler und dem Habsburger Wappen, das darauf hinweist, dass die Fuggerhäuser kaiserliches Quartier waren. Darüber befindet sich ein 1977 angebrachtes Allianzwappen des damaligen Fürstenpaares Fugger/Oettingen. Das Adlertor ist heute der Haupteingang zur Fürst Fugger Privatbank.
An seiner Nordseite findet man den weißen Erker, hinter dem sich die Prunkräume Kaiser Karls V. befanden. Öffentlich zugänglich ist auch die dreischiffige Erdgeschosshalle mit Kreuzgratgewölbe nördlich des Adlertors, wo sich heute die Räume einer Buchhandlung befinden. In den Verkaufsräumen schaut man auf den angrenzenden Damenhof. Ein Fuggerwappen ziert das rückwärtige Portal dieser Fuggerhäuser am Zeugplatz. In diesem Bereich hat sich vermutlich der ehemalige Fuggersche Konzertsaal befunden.
Der Damenhof ist mit seinen von toskanischen Säulen gestützten Arkadengängen und prächtig bemalten Bögen der bedeutendste und gilt als einer der schönsten Innenhöfe Deutschlands. Er war der Garten für die weiblichen Familienangehörigen der Fugger. Zum Damenhof gelangt man über den so genannten kleinen Zofenhof. Der dritte Hof wird Serenadenhof genannt, der rückwärtige Reiterhof. In den Badstuben der Fuggerhäuser war bis 1944 das Augsburger Fuggermuseum untergebracht.